# ネルブ
ネルブ（漢字:訥爾布、生没年不詳）は、那拉（ナラ）氏の出身で、清の外戚。佐領であり、後に一等承恩公を追贈された。満洲正黄旗（もとは満洲鑲藍旗）の人で、乾隆帝の継皇后・那拉氏の父。世襲の正四品佐領職を担っていた。
乾隆15年（1750年）、その娘である那拉氏が皇后に冊立されると、ネルブもその功績により父として一等承恩公に追封された。
『清実録・乾隆朝実録』によれば、乾隆15年に娘が皇后に立てられた際、孫の納蘇肯が一等侯爵の位を継承したことから、ネルブおよびその息子である訥礼はすでに亡くなっていたとされる。

## 官位に関する記録
『清実録』には次のように記されている：
雍正12年（1734年）に娘が嫁いだ際、ネルブは「原任佐領（元佐領）」と記録されており、この時点で佐領職を退いていたことがわかる。年齢は少なくとも60歳以上であったと推測される。
乾隆元年（1736年）には、皇帝が后妃の家族に恩賞を与えた際、ネルブはまだ存命であった。しかし乾隆13年（1748年）に皇后の家柄が「正黄旗」に格上げされた際の記録には、ネルブではなくその甥・納蘇肯しか記されておらず、彼の死は乾隆2年（1737年）から13年の間と推測される。
その他の記録によれば、ネルブにはもう一人娘がいた。彼女は、褚英の子である敬謹荘親王・ニカンの末裔で、すでに爵位を剥奪された奉恩輔国公・富増に嫁いだとされる。この娘は、皇后よりかなり年上であり、その息子（ネルブの孫）は皇后より7歳年上であった。
また別の孫娘が、貝勒・アミン（ヌルハチの従兄弟）の末裔であり、すでに退任していた奉恩将軍・色克に嫁いだ。

## 史料による記載
『清実録・乾隆朝実録・巻371』より
『皇朝文献通考・巻250』より
『欽定八旗通志・巻16』より
『八旗満洲氏族通譜』より

## 家族構成
- 祖父：莽科
  - 父：羅和
    - ネルブ
    - 妻：郎佳氏
      - 息子：訥礼（元佐領）
        - 孫：訥蘇肯（乾隆15年に一等侯に封じられ、乾隆30年に爵位剥奪）

      - 娘：富増の正室・那拉氏（皇后の姉）
      - 娘：継皇后那拉氏（乾隆帝の皇后）

## 登場作品
テレビドラマ
- 如懿伝 〜紫禁城に散る宿命の王妃〜（2017年、中国、演：王勁松）
- 瓔珞〜紫禁城に燃ゆる逆襲の王妃〜（2018年、中国、演： 姚未平）

## 参考資料
- 『清史稿』
- 『清実録』
- 『皇朝文献通考』
- 『欽定八旗通志』
- 『八旗満洲氏族通譜』